# Jaroslav Špaček
Jaroslav Špaček (né le 11 février 1974 à Rokycany en Tchécoslovaquie aujourd'hui ville de République tchèque) est un joueur professionnel tchèque de hockey sur glace. Il évolue au poste de défenseur.

## Biographie

### Carrière en club
Avant de se joindre à la Ligue nationale de hockey, il porte en Europe les couleurs du HC Plzeň et du Färjestads BK, club avec lequel il devient champion de Suède en 1998.
Il est repêché par les Panthers de la Floride au 5e tour du repêchage d'entrée dans la LNH 1998, 117e choix au total.
Il est membre des Oilers de 2006 qui perdent en finale de la Coupe Stanley contre les Hurricanes de la Caroline. Le 5 juillet 2006, il signe avec les Sabres de Buffalo à titre d'agent libre sans compensation.
Le 1er juillet 2009, Špaček signe un contrat de 11,5 millions de dollars d'une durée de trois ans, soit 3,8 millions de dollars par année, avec les Canadiens de Montréal à titre de joueur autonome sans compensation.
Le 9 décembre 2011, il est échangé aux Hurricanes de la Caroline en échange de Tomáš Kaberle.

### Carrière internationale

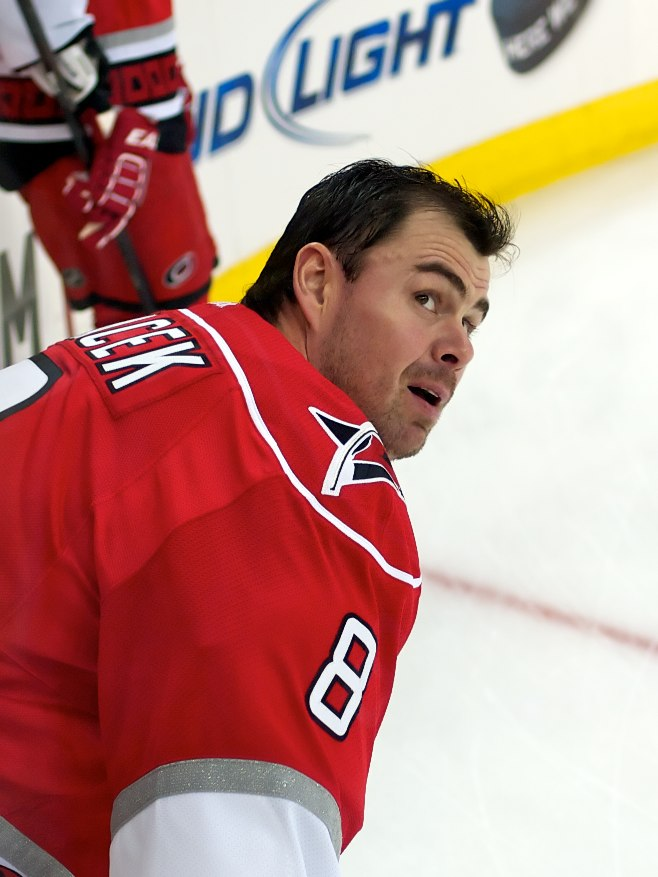
Jaroslav Špaček dans l'uniforme des Hurricanes de la Caroline.

Il remporte l'or aux Jeux olympiques de Nagano en 1998 et le bronze aux Jeux olympiques de Turin de 2006 avec l'Équipe de République tchèque de hockey sur glace. Il est aussi triple champion du monde grâce aux titres remportés en 1999, 2001 et 2005. Il dispute au total trois tournois olympiques (1998, 2002 et 2006) et six championnats du monde (1999, 2001, 2002, 2003, 2004 et 2005).

## Statistiques

### En club
| Saison     | Équipe                    | Ligue           |     | Saison régulière | Saison régulière | Saison régulière | Saison régulière | Saison régulière |   | Séries éliminatoires | Séries éliminatoires | Séries éliminatoires | Séries éliminatoires | Séries éliminatoires |
| Saison     | Équipe                    | Ligue           | PJ  | B                | A                | Pts              | Pun              | PJ               | B | A                    | Pts                  | Pun                  |                      |                      |
| 1992-1993  | HC Plzeň                  | Tchécoslovaquie | 16  | 1                | 3                | 4                | 0                | -                | - | -                    | -                    | -                    |                      |                      |
| 1993-1994  | HC Plzeň                  | Extraliga       | 38  | 2                | 12               | 14               | 0                | -                | - | -                    | -                    | -                    |                      |                      |
| 1994-1995  | HC Plzeň                  | Extraliga       | 41  | 5                | 8                | 13               | 0                | -                | - | -                    | -                    | -                    |                      |                      |
| 1995-1996  | HC Plzeň                  | Extraliga       | 40  | 3                | 10               | 13               | 42               | 3                | 0 | 1                    | 1                    | 4                    |                      |                      |
| 1996-1997  | HC Plzeň                  | Extraliga       | 52  | 9                | 29               | 38               | 44               | -                | - | -                    | -                    | -                    |                      |                      |
| 1997-1998  | Färjestads BK             | Elitserien      | 45  | 10               | 16               | 26               | 63               | -                | - | -                    | -                    | -                    |                      |                      |
| 1998-1999  | Panthers de la Floride    | LNH             | 63  | 3                | 12               | 15               | 28               | -                | - | -                    | -                    | -                    |                      |                      |
| 1998-1999  | Beast de New Haven        | LAH             | 14  | 4                | 8                | 12               | 15               | -                | - | -                    | -                    | -                    |                      |                      |
| 1999-2000  | Panthers de la Floride    | LNH             | 82  | 10               | 26               | 36               | 53               | 4                | 0 | 0                    | 0                    | 0                    |                      |                      |
| 2000-2001  | Panthers de la Floride    | LNH             | 12  | 2                | 1                | 3                | 8                | -                | - | -                    | -                    | -                    |                      |                      |
| 2000-2001  | Blackhawks de Chicago     | LNH             | 50  | 5                | 18               | 23               | 20               | -                | - | -                    | -                    | -                    |                      |                      |
| 2001-2002  | Blackhawks de Chicago     | LNH             | 60  | 3                | 10               | 13               | 29               | -                | - | -                    | -                    | -                    |                      |                      |
| 2001-2002  | Blue Jackets de Columbus  | LNH             | 14  | 2                | 3                | 5                | 24               | -                | - | -                    | -                    | -                    |                      |                      |
| 2002-2003  | Blue Jackets de Columbus  | LNH             | 81  | 9                | 36               | 45               | 70               | -                | - | -                    | -                    | -                    |                      |                      |
| 2003-2004  | Blue Jackets de Columbus  | LNH             | 58  | 5                | 17               | 22               | 45               | -                | - | -                    | -                    | -                    |                      |                      |
| 2004-2005  | HC Plzeň                  | Extraliga       | 30  | 3                | 8                | 11               | 26               | -                | - | -                    | -                    | -                    |                      |                      |
| 2004-2005  | HC Slavia Prague          | Extraliga       | 17  | 4                | 9                | 13               | 29               | 7                | 0 | 2                    | 2                    | 8                    |                      |                      |
| 2005-2006  | Blackhawks de Chicago     | LNH             | 45  | 7                | 17               | 24               | 72               | -                | - | -                    | -                    | -                    |                      |                      |
| 2005-2006  | Oilers d'Edmonton         | LNH             | 31  | 5                | 14               | 19               | 24               | 24               | 3 | 11                   | 14                   | 24                   |                      |                      |
| 2006-2007  | Sabres de Buffalo         | LNH             | 65  | 5                | 16               | 21               | 62               | 16               | 0 | 0                    | 0                    | 10                   |                      |                      |
| 2007-2008  | Sabres de Buffalo         | LNH             | 60  | 9                | 23               | 32               | 42               | -                | - | -                    | -                    | -                    |                      |                      |
| 2008-2009  | Sabres de Buffalo         | LNH             | 80  | 8                | 37               | 45               | 38               | -                | - | -                    | -                    | -                    |                      |                      |
| 2009-2010  | Canadiens de Montréal     | LNH             | 74  | 3                | 18               | 21               | 50               | 10               | 1 | 3                    | 4                    | 6                    |                      |                      |
| 2010-2011  | Canadiens de Montréal     | LNH             | 59  | 1                | 15               | 16               | 45               | 7                | 0 | 0                    | 0                    | 4                    |                      |                      |
| 2011-2012  | Canadiens de Montréal     | LNH             | 12  | 0                | 3                | 3                | 2                | -                | - | -                    | -                    | -                    |                      |                      |
| 2011-2012  | Hurricanes de la Caroline | LNH             | 34  | 5                | 7                | 12               | 6                | -                | - | -                    | -                    | -                    |                      |                      |
| 2012-2013  | HC Plzeň                  | Extraliga       | -   | -                | -                | -                | -                | 3                | 0 | 1                    | 1                    | 0                    |                      |                      |
| Totaux LNH | Totaux LNH                | Totaux LNH      | 880 | 82               | 273              | 355              | 618              | 61               | 4 | 14                   | 18                   | 44                   |                      |                      |

### En équipe nationale
| Année | Équipe                 | Compétition                 |    | PJ | B | A | Pts | Pun                         |  | Résultat |
| 1994  | République tchèque U20 | Championnat du monde junior | 7  | 2  | 0 | 2 | 8   | 5e place                    |  |          |
| 1998  | Tchéquie               | Jeux olympiques             | 6  | 0  | 0 | 0 | 4   | Médaille d'or               |  |          |
| 1999  | République tchèque     | Championnat du monde        | 12 | 1  | 5 | 6 | 8   | Médaille d'or               |  |          |
| 2001  | République tchèque     | Championnat du monde        | 9  | 0  | 3 | 3 | 4   | Médaille d'or               |  |          |
| 2002  | République tchèque     | Jeux olympiques             | 4  | 0  | 0 | 0 | 0   | 7e place                    |  |          |
| 2002  | République tchèque     | Championnat du monde        | 7  | 1  | 2 | 3 | 8   | 5e place                    |  |          |
| 2003  | République tchèque     | Championnat du monde        | 9  | 1  | 5 | 6 | 4   | 4e place                    |  |          |
| 2004  | République tchèque     | Championnat du monde        | 6  | 2  | 1 | 3 | 6   | 5e place                    |  |          |
| 2004  | République tchèque     | Coupe du monde              | 4  | 0  | 0 | 0 | 0   | Défaite en quarts de finale |  |          |
| 2005  | République tchèque     | Championnat du monde        | 9  | 1  | 0 | 1 | 0   | Médaille d'or               |  |          |
| 2006  | République tchèque     | Jeux olympiques             | 8  | 0  | 0 | 0 | 8   | Médaille de bronze          |  |          |